# Foam Lake
Foam Lake es un pueblo canadiense situado en la provincia de Saskatchewan.

## Superficie
Foam Lake tiene una superficie de 6,04 km².

## Demografía
En 2021, tenía 1183 habitantes, una densidad poblacional de 196 hab./km², y 584 viviendas.